# لی چائولان
لی چائولان (به ژاپنی: Rĩ Chaoran リー・チャオラン) یک شخصیت ساختگی در سری بازی مبارزه‌ای تکن است که اولین بار در بازی تکن معرفی شد. وی پسر دوم هیهاچی میشیما است (بعد از کازویا میشیما)، رئیس شرکت میشیما زایباتسو و بعداً رقیب برادر خود، کازویا میشیما شد. شکست کازویا هدف اصلی لی در ورود به مسابقات مشت آهنین است.